# Insineratehymn
Albums de Deicide
When Satan Lives
(1998) In Torment in Hell
(2001)
Insineratehymn est le cinquième album studio du groupe de death metal américain Deicide. L'album est sorti le 27 juin 2000 sous le label Roadrunner Records.
Globalement, l'album est assez différent de ses prédécesseurs et de ses successeurs. En effet, la brutalité est plutôt mise en retrait et les titres sont dans l'ensemble plus lents et plus atmosphériques.
La plupart des titres n'ont pas été très appréciés par les fans. À part Bible Basher, aucun titre de cet album n'est joué régulièrement en concert.

## Musiciens
- Glen Benton - Chant, Basse
- Brian Hoffman - Guitare
- Eric Hoffman - Guitare
- Steve Asheim - Batterie

## Liste des morceaux
| 1.    | Bible Basher                  | 2:23 |
| 2.    | Forever Hate You              | 3:08 |
| 3.    | Standing in the Flames        | 3:32 |
| 4.    | Remnant of a Hopeless Path    | 2:58 |
| 5.    | The Gift That Keeps on Giving | 3:02 |
| 6.    | Halls of Warship              | 3:03 |
| 7.    | Suffer Again                  | 2:18 |
| 8.    | Worst Enemy                   | 2:47 |
| 9.    | Apocalyptic Fear              | 3:21 |
| 10.   | Refusal of Penance            | 4:34 |
| 31:06 |                               |      |